# プッシー・キャット
プッシー・キャット (Pussy Cat) は、ノンアルコールカクテルのひとつ。柑橘系の香りと味が特徴。

## 材料
- オレンジ・ジュース - 60ml
- パイナップル・ジュース - 60ml
- グレープフルーツ・ジュース - 20ml
- グレナデン・シロップ - 3dash

## 作り方
- 材料をシェイクして、グラスに注ぎ、オレンジ・スライスとグレープフルーツ・スライスをグラスの縁に飾る｡

## バリエーション
- グレナデン・シロップを増やすと、レッド・プッシー・キャットとなる。

## 備考
- 使用するグラスはサワーグラス[4]、ワイングラス[2]、ゴブレット[3]のいずれかである。
- グレナデン・シロップを使用しないレシピ[2]や、オレンジ・ジュースとパイナップル・ジュースを各30ml、グレープフルーツ・ジュースを10ml、グレナデン・シロップを1tsp使用するレシピ[4]もある。なおグレナデン・シロップを使用しない時はグレープフルーツ・ジュースを30ml使用する[2]。